# 970
Il 970 (CMLXX in numeri romani) è un anno  del X secolo.

## Eventi
- Ottone I sconfigge una flotta bizantina in Calabria
- Le reliquie di santa Serena di Spoleto vengono trasferite a Metz
- Realizzato il Codex Wittekindeus nello scriptorium di abbazia di Fulda

## Nati
- Bolli Þorleiksson, islandese († 1006)
- Gaudenzio di Gniezno, arcivescovo cattolico e santo ceco
- Guglielmo III del Monferrato, sovrano italiano († 1042)
- Guido di Pomposa, abate italiano († 1046)
- Landry di Nevers, nobile francese († 1028)
- Ottone della Bassa Lorena, duca († 1012)
- Sitt al-Mulk († 1023)
- Ugo IV di Nordgau, nobile tedesco († 1048)
- Al-Kirmani, matematico, filosofo e medico arabo († 1066)
- Al-Sharif al-Radi, teologo e giurista arabo († 1015)
- Abu Nasr Mansur, astronomo e matematico persiano († 1036)

## Morti
- 16 gennaio - Polieucte di Costantinopoli, vescovo bizantino
- 18 gennaio - Attone II, abate e arcivescovo tedesco
- 30 gennaio - Pietro I di Bulgaria, sovrano bulgaro
- 15 giugno - Adalberto di Passavia, vescovo tedesco
- 6 novembre - Valperto, arcivescovo italiano
- García I Sánchez di Navarra, re (n. 919)
- Ferdinando Gonzales, nobile spagnolo (n. 910)
- Gunrod, condottiero norrena
- Harald II di Norvegia, re
- Judicael Berengario, conte
- Minamoto no Saneakira, poeta giapponese (n. 910)

## Calendario
| Calendario 970 | Calendario 970 | Calendario 970 | Calendario 970 | Calendario 970 | Calendario 970 | Calendario 970 | Calendario 970 | Calendario 970 | Calendario 970 | Calendario 970 | Calendario 970 | Calendario 970 | Calendario 970 | Calendario 970 | Calendario 970 | Calendario 970 | Calendario 970 | Calendario 970 | Calendario 970 | Calendario 970 | Calendario 970 | Calendario 970 | Calendario 970 | Calendario 970 | Calendario 970 | Calendario 970 | Calendario 970 | Calendario 970 | Calendario 970 | Calendario 970 | Calendario 970 | Calendario 970 |
| -------------- | -------------- | -------------- | -------------- | -------------- | -------------- | -------------- | -------------- | -------------- | -------------- | -------------- | -------------- | -------------- | -------------- | -------------- | -------------- | -------------- | -------------- | -------------- | -------------- | -------------- | -------------- | -------------- | -------------- | -------------- | -------------- | -------------- | -------------- | -------------- | -------------- | -------------- | -------------- | -------------- |
|                | 1              | 2              | 3              | 4              | 5              | 6              | 7              | 8              | 9              | 10             | 11             | 12             | 13             | 14             | 15             | 16             | 17             | 18             | 19             | 20             | 21             | 22             | 23             | 24             | 25             | 26             | 27             | 28             | 29             | 30             | 31             |                |
| Gennaio        | Sa             | Do             | Lu             | Ma             | Me             | Gi             | Ve             | Sa             | Do             | Lu             | Ma             | Me             | Gi             | Ve             | Sa             | Do             | Lu             | Ma             | Me             | Gi             | Ve             | Sa             | Do             | Lu             | Ma             | Me             | Gi             | Ve             | Sa             | Do             | Lu             |                |
| Febbraio       | Ma             | Me             | Gi             | Ve             | Sa             | Do             | Lu             | Ma             | Me             | Gi             | Ve             | Sa             | Do             | Lu             | Ma             | Me             | Gi             | Ve             | Sa             | Do             | Lu             | Ma             | Me             | Gi             | Ve             | Sa             | Do             | Lu             |                |                |                |                |
| Marzo          | Ma             | Me             | Gi             | Ve             | Sa             | Do             | Lu             | Ma             | Me             | Gi             | Ve             | Sa             | Do             | Lu             | Ma             | Me             | Gi             | Ve             | Sa             | Do             | Lu             | Ma             | Me             | Gi             | Ve             | Sa             | Do             | Lu             | Ma             | Me             | Gi             |                |
| Aprile         | Ve             | Sa             | Do             | Lu             | Ma             | Me             | Gi             | Ve             | Sa             | Do             | Lu             | Ma             | Me             | Gi             | Ve             | Sa             | Do             | Lu             | Ma             | Me             | Gi             | Ve             | Sa             | Do             | Lu             | Ma             | Me             | Gi             | Ve             | Sa             |                |                |
| Maggio         | Do             | Lu             | Ma             | Me             | Gi             | Ve             | Sa             | Do             | Lu             | Ma             | Me             | Gi             | Ve             | Sa             | Do             | Lu             | Ma             | Me             | Gi             | Ve             | Sa             | Do             | Lu             | Ma             | Me             | Gi             | Ve             | Sa             | Do             | Lu             | Ma             |                |
| Giugno         | Me             | Gi             | Ve             | Sa             | Do             | Lu             | Ma             | Me             | Gi             | Ve             | Sa             | Do             | Lu             | Ma             | Me             | Gi             | Ve             | Sa             | Do             | Lu             | Ma             | Me             | Gi             | Ve             | Sa             | Do             | Lu             | Ma             | Me             | Gi             |                |                |
| Luglio         | Ve             | Sa             | Do             | Lu             | Ma             | Me             | Gi             | Ve             | Sa             | Do             | Lu             | Ma             | Me             | Gi             | Ve             | Sa             | Do             | Lu             | Ma             | Me             | Gi             | Ve             | Sa             | Do             | Lu             | Ma             | Me             | Gi             | Ve             | Sa             | Do             |                |
| Agosto         | Lu             | Ma             | Me             | Gi             | Ve             | Sa             | Do             | Lu             | Ma             | Me             | Gi             | Ve             | Sa             | Do             | Lu             | Ma             | Me             | Gi             | Ve             | Sa             | Do             | Lu             | Ma             | Me             | Gi             | Ve             | Sa             | Do             | Lu             | Ma             | Me             |                |
| Settembre      | Gi             | Ve             | Sa             | Do             | Lu             | Ma             | Me             | Gi             | Ve             | Sa             | Do             | Lu             | Ma             | Me             | Gi             | Ve             | Sa             | Do             | Lu             | Ma             | Me             | Gi             | Ve             | Sa             | Do             | Lu             | Ma             | Me             | Gi             | Ve             |                |                |
| Ottobre        | Sa             | Do             | Lu             | Ma             | Me             | Gi             | Ve             | Sa             | Do             | Lu             | Ma             | Me             | Gi             | Ve             | Sa             | Do             | Lu             | Ma             | Me             | Gi             | Ve             | Sa             | Do             | Lu             | Ma             | Me             | Gi             | Ve             | Sa             | Do             | Lu             |                |
| Novembre       | Ma             | Me             | Gi             | Ve             | Sa             | Do             | Lu             | Ma             | Me             | Gi             | Ve             | Sa             | Do             | Lu             | Ma             | Me             | Gi             | Ve             | Sa             | Do             | Lu             | Ma             | Me             | Gi             | Ve             | Sa             | Do             | Lu             | Ma             | Me             |                |                |
| Dicembre       | Gi             | Ve             | Sa             | Do             | Lu             | Ma             | Me             | Gi             | Ve             | Sa             | Do             | Lu             | Ma             | Me             | Gi             | Ve             | Sa             | Do             | Lu             | Ma             | Me             | Gi             | Ve             | Sa             | Do             | Lu             | Ma             | Me             | Gi             | Ve             | Sa             |                |